# 1991年热带风暴泽尔达
强烈热带风暴泽尔达是1991年太平洋台风季最后一个热带气旋，于11月28日吹袭马绍尔群岛。系统最早在国际日期变更线附近成型，于11月27日增强成热带低气压，联合台风警报中心认为气旋于次日在马绍尔群岛附近达到热带风暴强度并为其命名。11月29日，联合台风警报中心认为气旋风速迅速提升至每小时120公里，按萨菲尔-辛普森飓风风力等级已达一级台风标准。日本气象厅认为泽尔达的最高强度为最大持续风速每小时110公里，最低气压975豪巴（百帕，28.8英寸汞柱）；联合台风警报中心认为风暴最高强度风速为每小时150公里。12月2日，泽尔达减弱成热带风暴，再于两天后降级成热带低气压。联合台风警报中心于12月4日晚停止发布警告，日本气象厅认为系统于次日转变成温带气旋并继续飘移，直至12月7日穿过国际日期变更线。
泽尔达重创马绍尔群岛，夸贾林环礁导弹试验靶场运作严重受阻，但没有造成人员伤亡。埃贝耶岛约六成民居被毁，导致六千人流离失所。整个群岛几乎所有农作物毁于一旦，粮食及其他物资被海水中的盐分污染。12月下旬，美国总统乔治·赫伯特·沃克·布什宣布马绍尔群岛遭遇重大灾难，以便联邦紧急事务管理署提供救灾援助。马绍尔群岛还通过联合国向其他国家请求援助。

## 发展历程
1991年11月下旬，赤道附近的西风爆发同厄尔尼诺现象共同影响，在国际日期变更线附近催生出弱低气压区。协调世界时11月25日早上六点，联合台风警报中心开始追踪低气压区并发布公告。系统起初因垂直风切变无法增强，但还是继续发展，联合台风警报中心很快便发布热带气旋形成警报。11月27日早上六点，日本气象厅开始追踪这片扰动天气，联合台风警报中心则在18小时后发出首份警告，宣布系统已成为热带低气压并分配编号“31”。气旋迅速增强，联合台风警报中心于11月28日午夜零点将其升级成热带风暴，认定风速已达到每小时65公里。不过在当时的实际操作中，风暴是24小时后才因瓜加林环礁所测风力强过预期获名“泽尔达”（Zelda）。联合台风警报中心表示，此次对气旋强度判断的延误主要有三方面原因，分别是风暴规模偏小、外流杂乱无章，同时缺乏观测数据和红外图像分析。日本气象厅于11月29日将气旋升级成热带风暴，再于18小时后归入强烈热带风暴。联合台风警报中心认为泽尔达于11月29日中午12点在马绍尔群岛附近增强成台风，持续风速每小时120公里，按萨菲尔-辛普森飓风风力等级属一级台风。日本气象厅认为气旋此时仍属热带风暴，风力时速85公里，气压990毫巴（百帕，29英寸汞柱）。
11月30日早上六点左右，日本气象厅估计风暴达到持续风速每小时110公里，最低气压975毫巴（百帕，28.8英寸汞柱）的最高强度。六小时后，联合台风警报中心认为埃内韦塔克环礁西面的泽尔达风力时速达到150公里。此后，台风尤瑞生成的低压槽迫使副热带高压脊减弱，泽尔达因此转向北上。12月1日，风暴已开始减弱并转朝东北前进。次日，日本气象厅认为气旋风速已降至每小时95公里。联合台风警报中心于12月2日下午18点估计泽尔达的风速降至每小时110公里，已不足台风标准。不久上层风和西风显著增长，将泽西达中心的对流扰乱。日本气象厅于12月3日将气旋降级成热带风暴，之后又归入热带低气压。联合台风警报中心也在泽尔达出人意料地转向西北后将其归类为热带低气压。气旋的下层环流同冷锋脱离，联合台风警报中心随即发布这年最后一份警告。日本气象厅继续追踪转向东北的热带低气压，宣布风暴于12月5日转变成温带气旋，并在12月7日泽尔达穿过国际日期变更线后停止监控。12月8日，风暴残留登陆进入不列颠哥伦比亚省北部上空。

## 防灾措施和影响
从泽尔达开始，马绍尔群岛连续受到三个热带气旋袭击，之后两个分别是1992年的热带风暴愛克索和台风盖伊。11月28日，风暴吹袭马绍尔群岛，持续风速在每小时120至160公里范围。瓜加林环礁、马久罗、莱城、沃托环礁和埃内韦塔克环礁受到影响。用于星球大战计划的夸贾林环礁导弹试验靶场对远超预期的风力猝不及防，运作严重受阻。瓜加林环礁测得990.1毫巴（百帕，29.24英寸汞柱）气压值，刷新该岛最低气压纪录。风暴将埃贝耶岛上六成用胶合板和铁皮屋顶搭建的民房摧毁，致使六千人无家可归。风暴潮导致食品和饮用水被海水中的盐分污染，海水淡化处理厂也无法运作。岛上输电线路中断，幸而没有人员伤亡。其他岛屿的饮用水同样被海水污染，风暴潮将95%的庄稼摧毁。气旋逼近期间，珊瑚礁同样受到严重破坏。转变成温带气旋后，泽尔达还在阿拉斯加狭地降下暴雨并产生时速110公里狂风。不列颠哥伦比亚省北部降下暴雪，该省内陆及育空地区南部也有降雪，但程度不及不列颠哥伦比亚省北部。
马绍尔群岛的灾后清理和修复工作得到美国陆军协助。12月6日，第834空运师派出六架C-130运输机向瓜加林环礁运送物资。。美国总统乔治·赫伯特·沃克·布什当天通过自由联合协定宣布马绍尔群岛遭遇重大灾难，以便阿尔诺环礁、奥尔环礁、瓜加林环礁、莱城、利布岛、纳穆环礁和乌贾环礁获得联邦基金援助。风暴过后，联邦参议员丹尼尔·阿卡卡到访埃贝耶岛，批评联邦紧急事务管理署提供的资金不包括维修不合格建筑所需。12月18日，马绍尔群岛政府通过联合国救灾组织向国际社会寻求援助。截至12月19日，还有1380人住在临时避难所。
截至1992年3月26日，联合国救灾组织、联合国开发计划署和澳大利亚政府共向马绍尔群岛提供价值9.8万美元（1992年美元，相当于2023年的$212,779）的物资。联邦紧急事务管理署向受灾家庭发放151.8万美元（1992年美元，相当于2023年的$3,295,899）。1992年11月，瓜加林环礁发展局已修复埃贝耶岛的关键基础设施。